# Felipe Vivancos
Felipe Vivancos Ruiz (* 16. Juni 1980 auf Ibiza) ist ein ehemaliger spanischer Leichtathlet, der sich auf den 110-Meter-Hürdenlauf spezialisiert hat. 

## Sportliche Laufbahn
Erste internationale Erfahrungen sammelte Felipe Vivancos im Jahr 1998, als er bei den Juniorenweltmeisterschaften in Annecy mit 14,74 s in der ersten Runde über 110 m Hürden ausschied. Im Jahr darauf siegte er in 13,92 s bei den Junioreneuropameisterschaften in Riga und 2001 gewann er bei den U23-Europameisterschaften in Amsterdam in 13,79 s die Silbermedaille hinter dem Polen Artur Budziłło. Anschließend schied er bei den Weltmeisterschaften im kanadischen Edmonton mit 13,84 s in der ersten Runde aus. Im Jahr darauf kam er bei den Halleneuropameisterschaften in Wien mit 7,82 s nicht über die Vorrunde im 60-Meter-Hürdenlauf hinaus und im August schied er bei den Freiluft-Europameisterschaften in München mit 13,84 s ebenfalls im Vorlauf über 110 m Hürden aus. Daraufhin gelangte er beim IAAF World Cup in Madrid mit 13,79 s auf den fünften Platz. 2003 schied er bei den Hallenweltmeisterschaften in Birmingham mit 7,81 s im Halbfinale über 60 m Hürden aus und im Jahr darauf kam er bei den Hallenweltmeisterschaften in Budapest mit 7,79 s nicht über die Vorrunde hinaus. Im August belegte er bei den Ibero-Amerikanischen Meisterschaften in Huelva in 13,82 s den fünften Platz über 110 m Hürden, ehe er bei den Olympischen Sommerspielen in Athen mit 13,52 s im Halbfinale ausschied.
2005 gewann er bei den Halleneuropameisterschaften in Madrid in 7,61 s die Silbermedaille über 60 m Hürden hinter dem Franzosen Ladji Doucouré und siegte im Juni in 13,53 s bei den Mittelmeerspielen in Almería über 110 Hürden. Anschließend schied er bei den Weltmeisterschaften in Helsinki mit 14,34 s in der ersten Runde aus. Im Jahr darauf kam er bei den Europameisterschaften in Göteborg mit 13,75 s nicht über den Vorlauf hinaus und 2007 wurde er bei den Weltmeisterschaften in Osaka in der Vorrunde wegen einer Bahnübertretung disqualifiziert. 2009 schied er bei den Weltmeisterschaften in Berlin mit 13,72 s in der ersten Runde aus und im Jahr darauf wurde er bei den Hallenweltmeisterschaften in Doha im Semifinale über 60 m Hürden disqualifiziert. Anschließend belegte er bei den Ibero-Amerikanischen Meisterschaften in San Fernando in 13,94 s den fünften Platz, ehe er bei den Europameisterschaften in Barcelona mit 13,82 s nicht über den Vorlauf hinauskam. 2011 belegte er bei den Halleneuropameisterschaften in Paris in 7,59 s den vierten Platz über 60 m Hürden und im Jahr darauf beendete er seine aktive sportliche Karriere im Alter von 32 Jahren.
In den Jahren von 2001 bis 2005 sowie 2010 wurde Vivancos spanischer Meister im 110-Meter-Hürdenlauf sowie von 2002 bis 2005 sowie 2010 und 2011 Hallenmeister über 60 m Hürden.

## Persönliche Bestzeiten
- 110 m Hürden: 13,41 s (+2,0 m/s), 22. Juli 2006 in Saragossa
  - 60 m Hürden (Halle): 7,56 s, 4. März 2011 in Paris